# Конституція національно-культурної автономії українства на Далекому Сході
Конституція національно-культурної автономії (самоврядування) українства на Далекому Сході — документ, що визначав права українців Далекого Сходу та умови їх самоорганізації та автономії. Була прийнята Другою сесією Української Далекосхідної Крайової Ради 30 травня 1919 року. Юрисдикція Конституції поширювалася на території Забайкальської, Амурської, Приморської, Сахалінської, Камчатської областей та Маньчжурії. Згідно з документом, українці Далекого Сходу визнаються частиною «особливої української самостійної нації». Всі вони належать до української національно-культурної автономії Далекого Сходу.
Вперше питання створення конституції Української Далекосхідної Республіки постало на Четвертому «Надзвичайному» Всеукраїнському з'їзді у Владивостоці у 1918 році. Було ухвалено рішення написати текст конституції та подати його на розгляд Українській Далекосхідній Крайовій Раді. На засіданні Другої сесії Крайової Ради 30 травня 1919 року проєкт конституції був одностайно ухвалений. Остаточно документ мав бути ухвалений на V Українському Далекосхідному з'їзді, що був призначений на 1920 рік, проте не відбувся через загрозу застосування сили щодо учасників з боку більшовиків.
Конституція національно-культурної автономії українства на Далекому Сході складалася з преамбули та 25 параграфів. Документ передбачав автономію українців Далекого Сходу, установлював основні положення життя автономного суспільства. Описано діяльність Української Далекосхідної Крайової Ради та Українського Далекосхідного Секретаріату.
Прийняття конституції було прямим наслідком процесів українського державотворення на Далекому Сході, що почалися внаслідок Лютневої революції 1917 року. Крім того, за основу при написанні документа, ймовірно, взято Конституцію УНР.
Попри те, що документ не набрав чинности, його положення щодо української автономії були реалізовані у Конституції Далекосхідної республіки, що існувала у 1920—1922 роках під егідою більшовиків. Проте після включення держави до складу РСФРР проти українського руху почалися репресії, а українська національно-культурна автономія була скасована.

## Історичні передумови
Початок заселення українцями Далекого Сходу відбувся у 1860 році. Заселення було пов'язано з політикою Російської імперії з освоєння приєднаних територій Китаю за Пекінським договором 1860 року. Крім того, однією з причин заселення українцями Далекого Сходу є політика Російської імперії, що протистояла українському національному відродженню. Планувалося переселити збідніле українське населення подалі від своєї батьківщини, де вони б швидше позбулися свого українського коріння й русифікувались. Новоприбулим на ці землі надавали у користування земельні ділянки, що також слугувало приваблюючим чинником. Заселення українською селянською біднотою Далекого Сходу посилилося внаслідок проведення Столипінської реформи.
Перші українці — переселенці з Полтавщини прибули на територію Далекого Сходу у 1860—1861 роках. Проте переселення українців на Далекий Схід у перші два десятиріччя володіння ним Росією було незначним. Різкий стрибок переселення відбувся після того, як з ініціативи генерала Павла Унтербергера з 1882 року організовується безкоштовний перевіз поселенців — майже винятково українських селян — морем з Одеси. Більшість переселенців походили з Чернігівської губернії. Найбільшими населеними пунктами, які були засновані українськими переселенцями, стали Владивосток, Хабаровськ, Микольськ-Уссурійський (зараз Уссурійськ) та інші. Чисельна громада була у Харбіні.
Після першої російської революції починається створення українських громад на Далекому Сході. Першою такою громадою була Владивостоцька студентська Українська Громада, заснована у 1907 році. 1910 року в Микольську-Уссурійському була заснована місцева «Просвіта».

Один із варіантів прапора далекосхідних українців (1918 рік)

Одразу після Лютневої революції 1917 року у Петрограді почалось утворення національних органів державної влади на землях народів, підкорених Російською імперією. Після утворення Української Центральної Ради у Києві 25 березня 1917 року почали утворюватись українські спільноти на Далекому Сході. У Владивостоці постала перша українська «Громада», очолена полковником Федором Стешком. У квітні 1917 року українські спільноти були створені у Хабаровську, Благовіщенську, Владивостоці, Імані, Свободному, Микольську-Уссурійському, Харбіні, інших містах та селах з компактним проживанням українців. Так на Далекому Сході почалися українські державотворчі процеси.

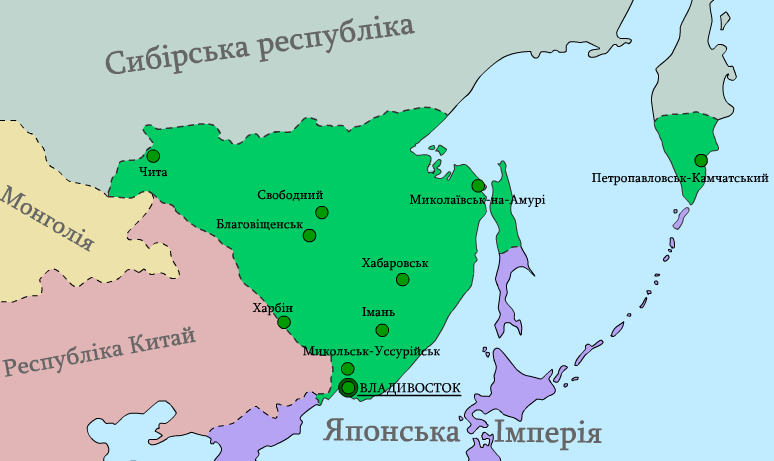
Імовірна територія Української Далекосхідної Республіки

Під час Першого загального всеукраїнського з'їзду діячів та мешканців Далекого Сходу у Микольську-Уссурійському 24 червня 1917 року було ухвалено низку важливих рішень. Зокрема, було створено Українську Далекосхідну Крайову Раду на Український Далекосхідний Секретаріат. Тимчасовим органом управління став Тимчасовий Далекосхідній Український Крайовий Комітет, очолений Онисимом Ступаком. На Другому Всеукраїнському з'їзді (4 січня 1918 року в Хабаровську) обговорювалося питання переселення українців на територію України. На Третьому Всеукраїнському з'їзді (7 квітня 1918 року в Хабаровську) було розроблено поділ української автономії на Далекому Сході на Окружні Ради та ухвалено рішення боротися за створення власної держави.

## Прийняття

### Розробка проєкту Конституції

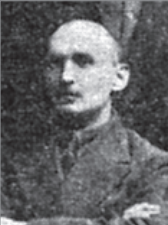
Іван Гадзаман, автор тексту Конституції

25 жовтня — 1 листопада 1918 року у Владивостоці відбувся Четвертий «Надзвичайний» Всеукраїнський з'їзд. З'їздом керував український журналіст Микола Новицький. На порядку денному з'їзду стояв ряд важливих питань самоорганізації українців Далекого Сходу. Обговорюючи питання національної самосвідомости українського населення, з'їзд постановив, що повторне переселення українців Далекого Сходу в Україну було неможливим через те,

| ...що таке переселення було б першим історичним приміром деколонізації, противним історично-соціяльним законам i шкідливим так для самих переселенців, як i для Української Держави... |
| |

З'їзд постановив, що українці Далекого Сходу, офіційно записані як мешканці краю, повинні підлягати дії місцевих законів, користуючись правом на власну національно-культурну автономію. У зв'язку з цим з'їзд вирішив розробити Конституцію національно-культурної автономії (самоврядування) українства на Далекому Сході.
З 25 жовтня по 1 листопада 1918 року відбувалося написання тексту Конституції. Принципові засади документа були розроблені громадським та політичним діячем Іваном Гадзаманом. Існує припущення про те, що при написанні за основу було взято Конституцію Української Народної Республіки, прийняту Українською Центральною Радою 29 квітня 1918 року, оскільки формулювання базових елементів обох конституцій мають ознаки подібності, а крім того, далекосхідні українські періодичні видання регулярно інформували населення про події Української революції та визвольних змагань на теренах сучасної України.

### Ухвалення

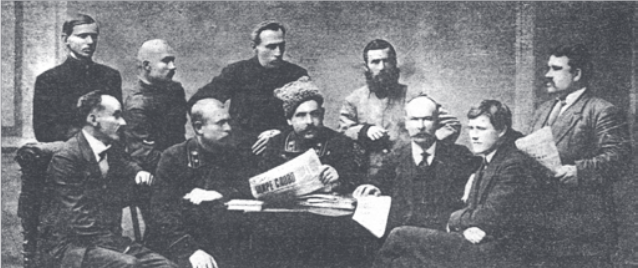
Учасники II сесії Української Далекосхідньої Крайової Ради: сидять (зліва направо) — Ю. Глушко-Мова, І. Божко, В. Яковенко, Л. Глібоцький, П. Твердовський, стоять — В. Гальченко, П. Романенко, Є. Гаєвський, М. Левонюк, П. Горовий

27—31 травня 1919 року відбулися засідання Другої сесії Української Далекосхідної Крайової Ради. Засіданнями керував Венедикт Яковенко. На засіданні були присутні представники з усіх Окружних Рад, окрім Благовіщенської, а також члени Українського Далекосхідного Секретаріату.
30 травня 1919 року на порядок денний був винесений проєкт Конституції національно-культурної автономії (самоврядування) українства на Далекому Сході, розроблений Іваном Гадзаманом. Усі учасники сесії Української Далекосхідної Крайової Ради проголосували «за» ухвалення проєкту документа. Таким чином, Конституція була прийнята одноголосно.
Юрисдикція Конституції поширювалася на території Забайкальської, Амурської, Приморської, Сахалінської, Камчатської областей та Маньчжурії.
Відповідно до § 3 Конституції та рішення Української Далекосхідної Крайової Ради, після ухвалення документ мав бути затверджений V Українським Далекосхідним з'їздом. Також передбачалося ухвалення документа Всеазійським українським з'їздом. Попри це, Конституція вже мала вважатися головним документом внутрішнього самоврядування українського населення Далекого Сходу.
15 березня 1920 року Український Далекосхідний Секретаріат вирішив провести V Український Далекосхідний з'їзд 20 квітня того ж року. Проте через загрозу застосування сили з боку більшовиків генералові Леонідові Вериго довелося розпустити сформовані українські полки. Також у зв'язку із загрозою силового розгону з'їзду він був скасований. У листопаді 1920 року Третя сесія Української Далекосхідної Крайової Ради призначила проведення П'ятого з'їзду в Імані. Проте з'їзд так і не відбувся. У зв'язку з цим Конституція національно-культурної автономії українства Далекого Сходу так і не була остаточно ухвалена.
Після розпаду Радянського Союзу V Український Далекосхідний з'їзд відбувся 19 березня 1993 року у Владивостоці. Проте тоді питання прийняття документа не було на порядку денному.

## Структура
Конституція національно-культурної автономії українства на Далекому Сході складалася з преамбули (короткого вступного розділу) та 25 параграфів. Кожен параграф мав свою назву, у якому уточнювався предмет, що описується у ньому.
| Розділи   | Назва                                      |
| --------- | ------------------------------------------ |
| Преамбула |                                            |
| § 1       | Межі впливу Конституції                    |
| § 2       | Зміст                                      |
| § 3       | Шлях затвердження Конституції              |
| § 4       | Громадяни, які підлягають Конституції      |
| § 5       | Права та обов'язки громадян та організацій |
| § 6       | Зміст Автономії                            |
| § 7       | Крайова Рада                               |
| § 8       | Українські організації                     |
| § 9       | Підвалини діяльності                       |
| § 10      | Кошти                                      |
| § 11      | Склад Крайової Ради                        |
| § 12      | Члени Крайової Ради                        |
| § 13      | Одповідальність членів Крайової Ради       |
| § 14      | Термін сесій Крайової Ради                 |
| § 15      | Президія Крайової Ради                     |
| § 16      | Порядок денний сесій Крайової Ради         |
| § 17      | Кошти і обрахунки Крайової Ради            |
| § 18      | Оголошення постанов Крайової Ради          |
| § 19      | Діяльність Крайової Ради                   |
| § 20      | Підвалини діяльності Крайової Ради         |
| § 21      | Секретаріят Крайової Ради                  |
| § 22      | Місце урядування                           |
| § 23      | Діяльність Секретаріяту Крайової Ради      |
| § 24      | Про кошти                                  |
| § 25      | Про з'їзд                                  |

## Зміст

### Преамбула
У преамбулі Конституції коротко обґрунтовано право українців Далекого Сходу на самовизначення. Воно ґрунтується на етнічних зв'язках з Наддніпрянською Україною, відмінностях у культурі, мові тощо. Українці Далекого Сходу «у числі понад один мільйон душ» у преамбулі Конституції проголошуються «частиною окремої української самостійної нації».

| Українці, котрі живуть на Далекому Сході (області Забайкальська, Маньчжурська, Амурська, Приморська, Сахалінська і Камчатська), спираючись на право кожного народу на самовизначення, визнають, що українське населення вищезгаданих країн, у числі понад один мільйон душ, є частиною окремої української самостійної нації. Племінний і культурний зв’язок мають з народом і краєм, з котрого вони вийшли – з Над-Дніпрянською Україною. Місцеві українці, громадяни Далекого Сходу, мають свої національні і культурні цінності і прикмети, котрі вони набули завдяки своєму походженню, природі і підсонню старого краю, в котрім вони народилися і жили, як і завдяки окремим історичним переживанням, котрі доводилося перенести народному організмові. Сим національним скарбом є свою мова, усна словесність, письменство, звичаї, пісні, одежа та взагалі окрема культура і відмінний від других народів національний дух-вдача. Для утримання і вільного розвитку сіх природніх скарбів національного обличчя і вдачі – мають завданням тутешні українці забезпечити собі волю на самостійне національно-культурне життя в новій батьківщині – ухвалено: прийнять у головних рисах, з тим щоби перед оголошенням цієї конституції для широкого загалу, а також перед надсилкою її до відповідної влади, вступ розробить і докладніше обгрунтувати його історичними і фактичними даними. |
| |

### Положення Конституції
Положення Конституції описані у параграфах 1—25 документа. У них йдеться про те, якими є межі впливу, зміст, шлях затвердження Конституції, а також про права й обов'язки громадян, українську автономію Далекого Сходу та функції й повноваження Української Далекосхідної Крайової Ради.
Межа впливу Конституції національно-культурної автономії українства на Далекому Сході — це національно-культурна автономія українців Далекого Сходу. Українці користуються цією автономією. Конституція «нормує відношення» українців до народного органу влади, Української Далекосхідної Крайової Ради, та до органів крайової влади. Конституція повинна бути ухвалена V Українським Далекосхідним З'їздом, скликаним Секретаріатом Крайової Ради. Усі положення документу з моменту його прийняття повинні дотримуватися органами влади та далекосхідним українством. Виконанню умов Конституції підлягають усі громадяни, «котрі вписалися в національний список (реєстр) при окружних радах, а також всі організації, товариства та громади, котрі… самовизначили себе…, що вони українські».
Про права та обов'язки усіх громадян та організацій на території української далекосхідної автономії йдеться у параграфі 5 Конституції:

| Всі українські громадяни мають рівні права і однакові обов’язки у відношенні до виконання і переведенню у життя наведеної автономії і у обранні своїх органів самоврядування і тільки через ті органи мають зносини по усім згаданим питанням з крайовою владою і її місцевими установами. |
| |

Зміст української національно-культурної автономії на Далекому Сході викладений у параграфі 6. Згідно з ним, навчальні заклади з українськими студентами або українською мовою навчання повинні утримуватися за крайові або державні кошти. Українська мова повинна бути введена як предмет у навчальних закладах з «руською викладовою мовою». Громадяни повинні нести службу тільки в українських військових частинах, старшина також має бути українцями. Крім того, українська мова повинна бути визнана крайовою та бути однією з мов надання послуг урядом для українських громадян. Також українською мовою повинні надавати послуги органи крайової влади на тих теренах, де українці становлять більшість населення. Самоорганізація українців Далекого Сходу може бути виявлена у формі конференцій, з'їздів, петицій, преси та інших способів.
Українська Далекосхідна Крайова Рада є найвищим автономним органом влади українців на Далекому Сході. Рада є виборним органом та обирається українцями Далекого Сходу. Вона є головним органом, що виконує законодавчу, керівничу та роз'яснюючу функції, «об'єднує у собі» всі Окружні Ради українців, що проживають на Далекому Сході. У своїй діяльності Крайова Рада «керується підвалинами повного народоправства», тобто є демократичним органом автономної влади. Кошти, якими забезпечується діяльність Крайової Ради, повинні надаватись з державних коштів «по ухваленому Крайовою Радою обрахункові».
Українська Далекосхідна Крайова Рада є демократичним виборним органом української автономії. Її склад вибирається народом. Під час обирання складу Крайової Ради на 1000 виборців припадає 1 представник. Тимчасова Крайова Рада складається з представників, обраних на окружних з'їздах. Кожен окружний з'їзд обирає від 1 до 3 представників, відповідно до пропорції місцевого населення. Члени Крайової Ради обираються до неї терміном на 3 роки. Кожен представник Крайової Ради несе відповідальність за свої вчинки перед тими виборцями, громадами та організаціями, які делегували представляти їх у Раді. Перед кожною сесією Крайової Ради виборці мають право перевибрати свого представника, який буде членом сесії.
Виконавчим органом Української Далекосхідної Крайової Ради є Секретаріат Крайової Ради. Він складається з 5-7 членів та 3 кандидатів до них. Вони відповідальні за свою діяльність перед Крайової Радою. У випадку висловлення Крайовою Радою недовіри Секретаріату Рада може переобрати його склад. Секретаріат виконує виконавчу функцію влади, веде реєстр українського населення та українських організацій. Засідання Секретаріату відбуваються у тому ж місці, де і засідання Крайової Ради. Це місце обирається Крайовою Радою.
Зазвичай Українська Далекосхідна Крайова Рада повинна проводити 2 сесії на рік. За виникнення невідкладних питань Секретаріат Крайової Ради повинен скликати надзвичайну сесію Ради.
Нарадами кожної сесії керує Президія Крайової Ради, яка обирається її представниками на початку кожної сесії окремо.
Порядок денний кожної сесії Крайової Ради формується за поданням проєкту Секретаріатом та за внесеннями членів Крайової Ради. Крайова Рада має повноваження ухвалювати постанови, які пізніше передаються до Окружних Рад та Секретаріату для виконання, а також публікуються у часописах для інформування населення.
Діяльність Крайової Ради керується Далекосхідними Крайовими З'їздами. Сама ж Крайова Рада керує діяльністю Окружних Рад. Крім того, вона повинна керувати поширенням освіти та культури серед працюючого населення, дбати про національну та політичну свідомість населення. Крайова Рада повинна дбати про інтереси українців на Далекому Сході.
«Найвищою владою установчої і санкційної вдачі» Крайової Ради є З'їзд. Далекосхідні З'їзди скликаються Секретаріатом за постановою Крайової Ради або за бажанням щонайменше трьох Окружних Рад.

## Значення

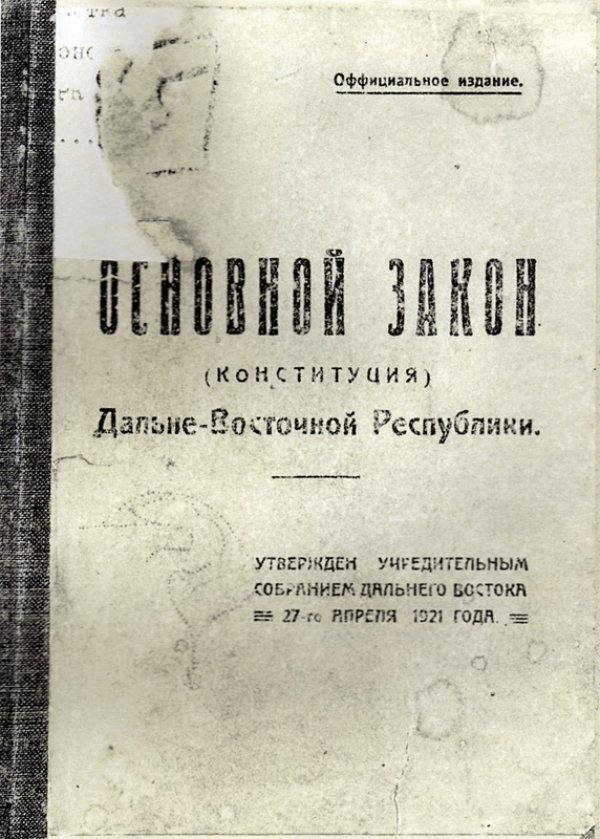
Обкладинка Конституції Далекосхідної республіки

У 1920 році владу на Далекому Сході Росії остаточно захопили більшовики. Там було проголошено маріонеткову державу — Далекосхідну республіку.
27 квітня 1921 року Установчі Збори Далекосхідної республіки ухвалили Конституцію держави. Вона поділялася на 10 розділів. Деякі з них поділялися на відділи, а ті, в свою чергу, — на глави. У документі були імплементовані окремі положення Конституції національно-культурної автономії українства на Далекому Сході.
Конституція Далекосхідної республіки передбачала існування культурно-національних автономій в межах держави. У документі було законодавчо закріплено існування української автономії в маріонетковій республіці, що передбачала ще Конституція національно-культурної автономії українства на Далекому Сході.

| Стаття 121. Усім національним меншинам, що живуть на території Республіки, надається культурно-національна автономія. |
| |

| Стаття 124. Мовою національно-культурних автономних об'єднань є мова цієї національности: українська, єврейська (їдиш), корейська, татарська і т.д. |
| |

У листопаді 1922 року більшовики ліквідували Далекосхідну республіку та приєднали її територію до Російської соціалістичної федеративної радянської республіки. Таким чином, чинність втратили всі документи ліквідованої держави. Проти українського руху на Далекому Сході почалися репресії: були закриті українські школи, всі українські організації, що легально існували в Далекосхідній республіці. У січні 1924 року відбувся Читинський процес, під час якого було репресовано більшість українських діячів в Зеленому Клині.
Значення та історико-правова цінність Конституції національно-культурної автономії українства на Далекому Сході полягає в тому, що документ передбачав суверенітет та право народу на реалізацію установчої влади в державі, у створенні державного механізму, що ґрунтувався на децентралізованій системі влади, а також у тому, що він демонструє збереження національної самосвідомости, самоідентифікації, правової традиції українського народу за межами історичної батьківщини, в правовій географії світу. Крім того, конституція українців Далекого Сходу стала продовженням української конституційної і державотворчої традиції, закладеної Конституцією УНР 1918 року.